# Ушань (Чунцин)
Уша́нь (кит. упр. 巫山, пиньинь Wūshān) — уезд города центрального подчинения Чунцин (КНР). Уезд назван по находящимся на его территории горам Ушань. 

## История
При империи Цинь в 277 году до н. э. в этих местах был создан уезд У (巫县). При империи Восточная Хань в 210 году из него был выделен уезд Бэйцзин (北井县). При империи Суй в 583 году уезд У был переименован в Ушань. При империи Цин в 1670 году к нему был присоединён уезд Дачан (大昌县).
В 1997 году уезд Ушань был передан под юрисдикцию Чунцина. В начале 2000-х годов одноименный город, бывший центр уезда Ушань, был затоплен при строительстве гидрокомплекса Три ущелья; всё его население было расселено по другим уездам Чунцина.

## Административно-территориальное деление
Уезд Ушань делится на 11 посёлков, 12 волостей и 2 национальные волости.

## Экономика
Уезд является крупным центром выращивания слив.